# Якана африканська
Якана африканська (Actophilornis africanus) — вид сивкоподібних птахів родини яканових (Jacanidae).

## Поширення
Якана африканська поширена в країнах Субсахарської Африки від Мавританії на північному заході та від Судану та Ефіопії на північному сході, на південь до Південної Африки.

## Опис
Тіло завдовжки близько 30 см. Самиці більші за самців. Спина та черево каштанового забарвлення. Кінчики крил та шия чорні. Від дзьоба через око до шиї йде чорна вузька смуга. Горло та груди білі. Дзьоб синього кольору розширюється на лобі як у лиски. Ноги та пальці дуже довгі, сірого кольору.

## Спосіб життя
Навколоводні птахи. Завдяки довгим ногам з довгими пальцями, пристосовані для ходьби по заростях водних рослин. Вони погано літають, але добре пірнають та плавають. Живляться водними комахами, молюсками та іншими безхребетними. Гнізда будують серед водної рослинності. Для виду характерна поліандрія. Самиця після спаровування відкладає яйця у гніздо. Після цього вона йде на пошуки іншого партнера, а кладкою і потомством опікується самець.

## Галерея

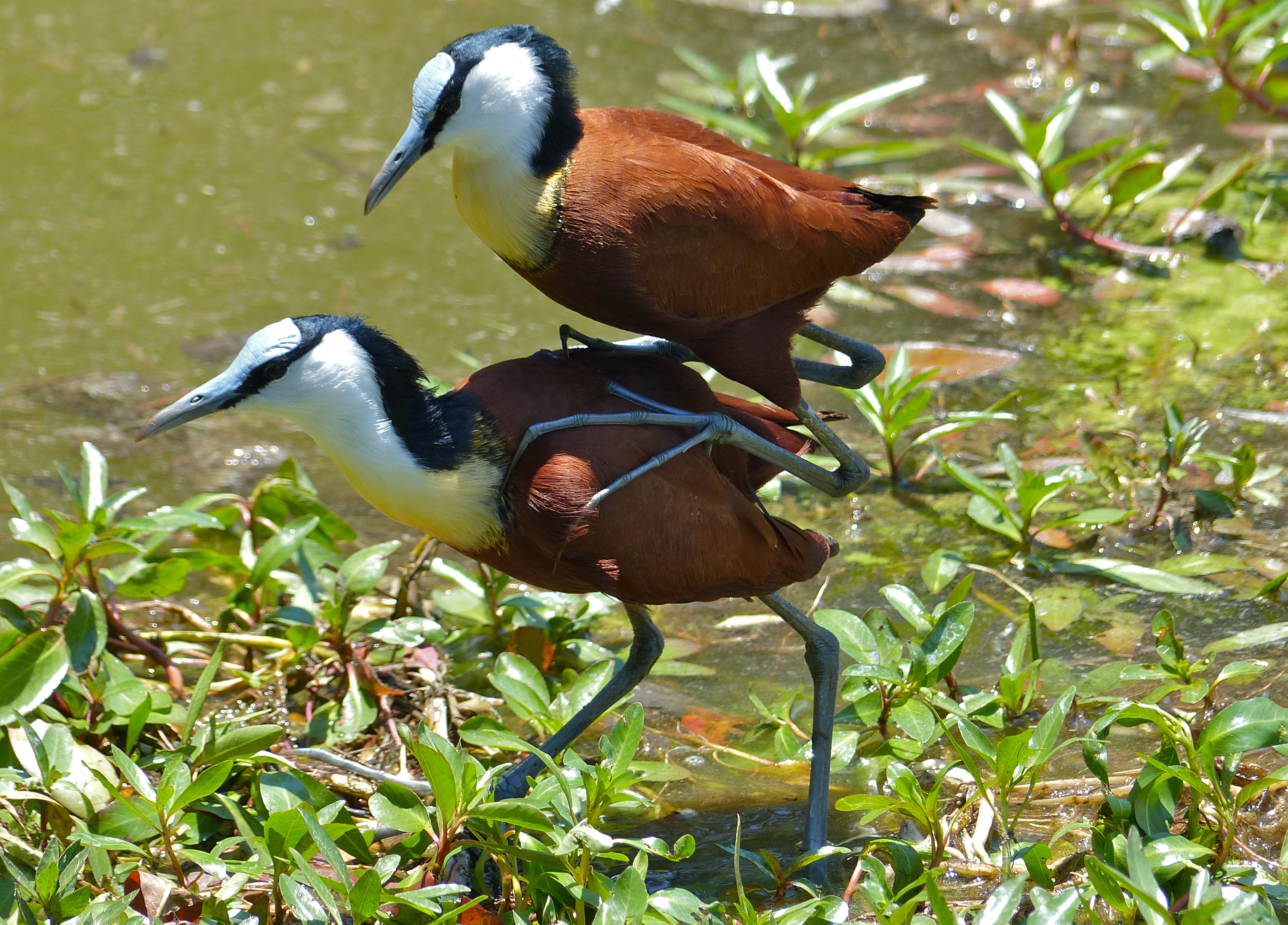
пара дорослих птахів
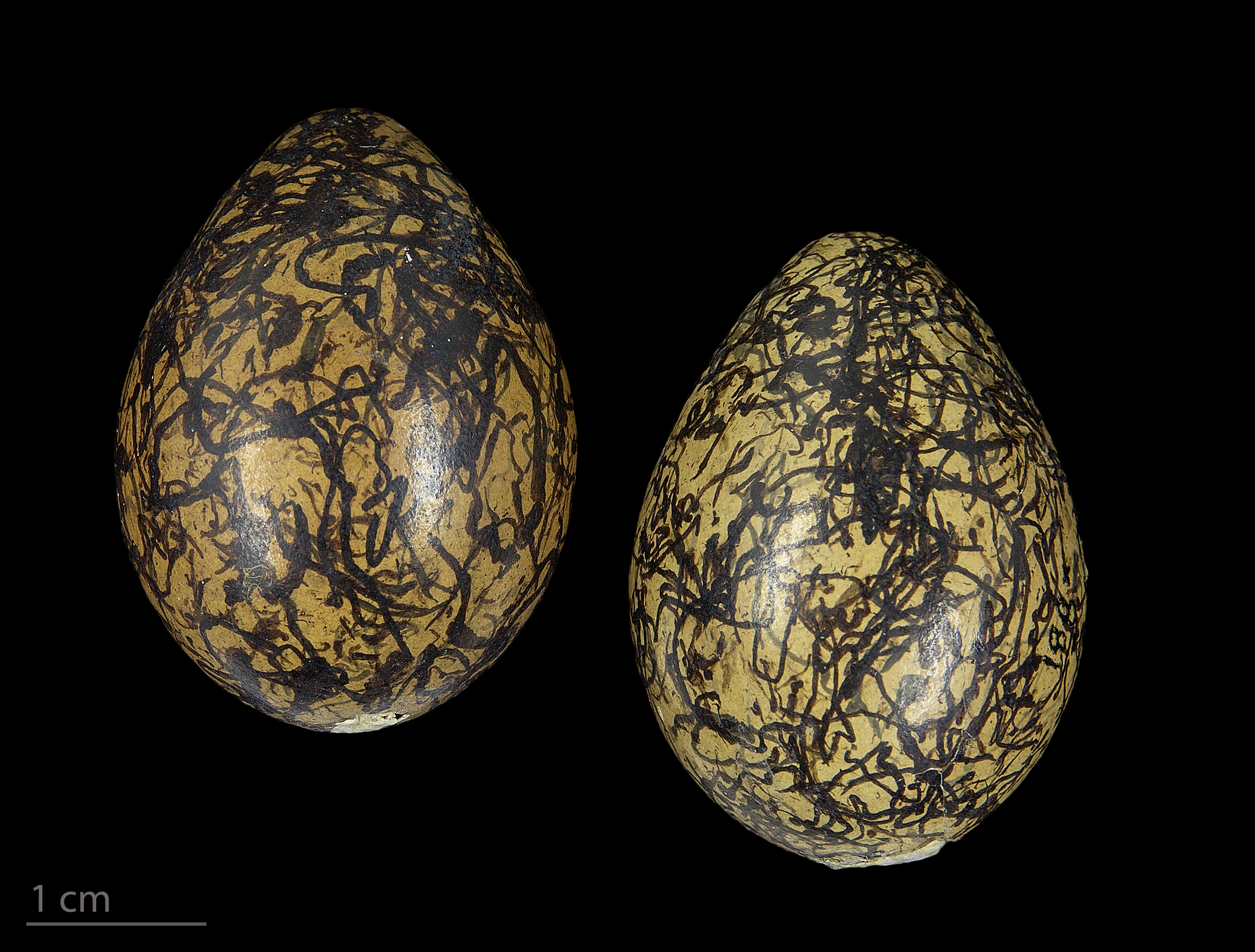
Яйця Actophilornis africanus
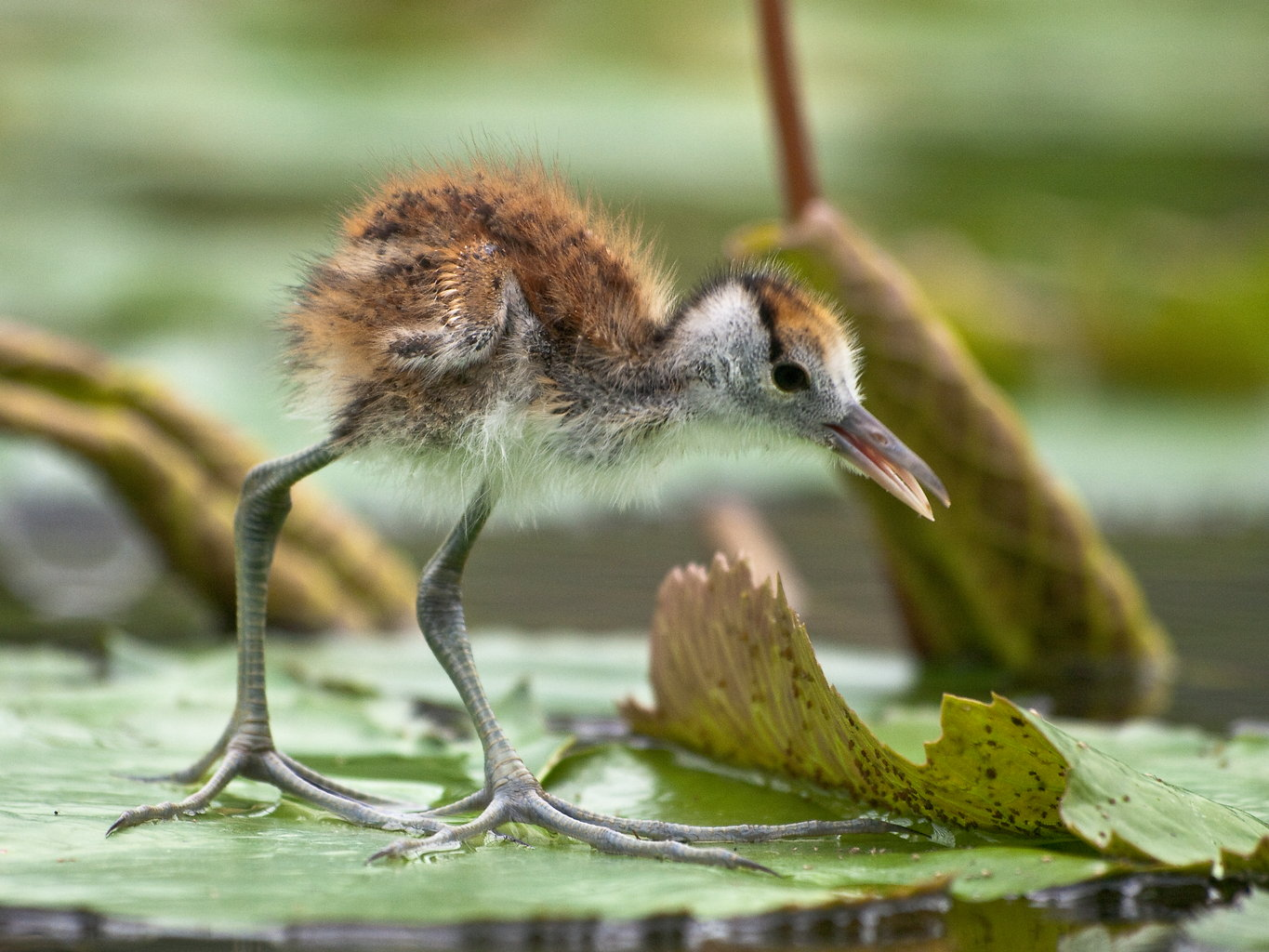
пташеня
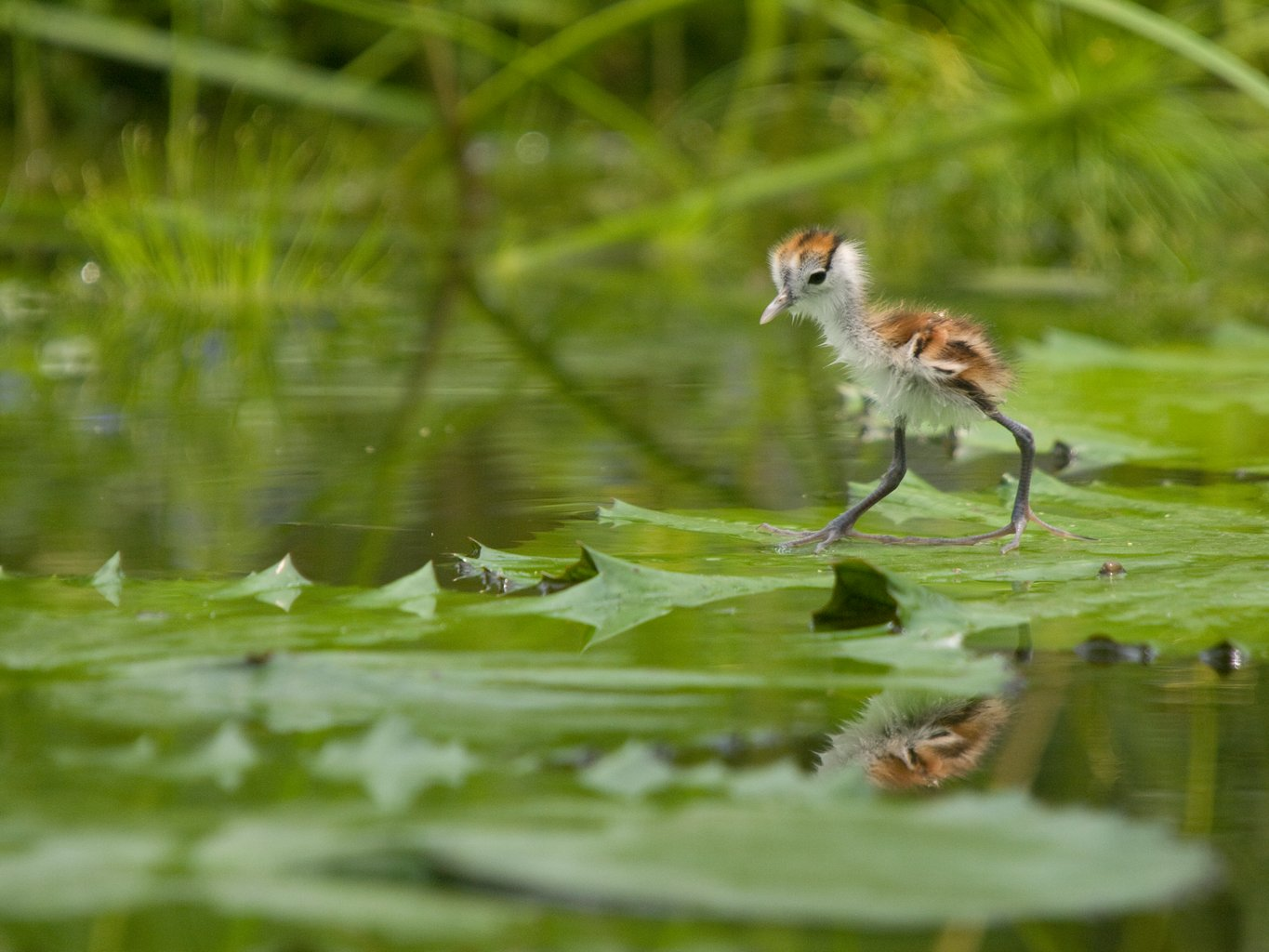
пташеня
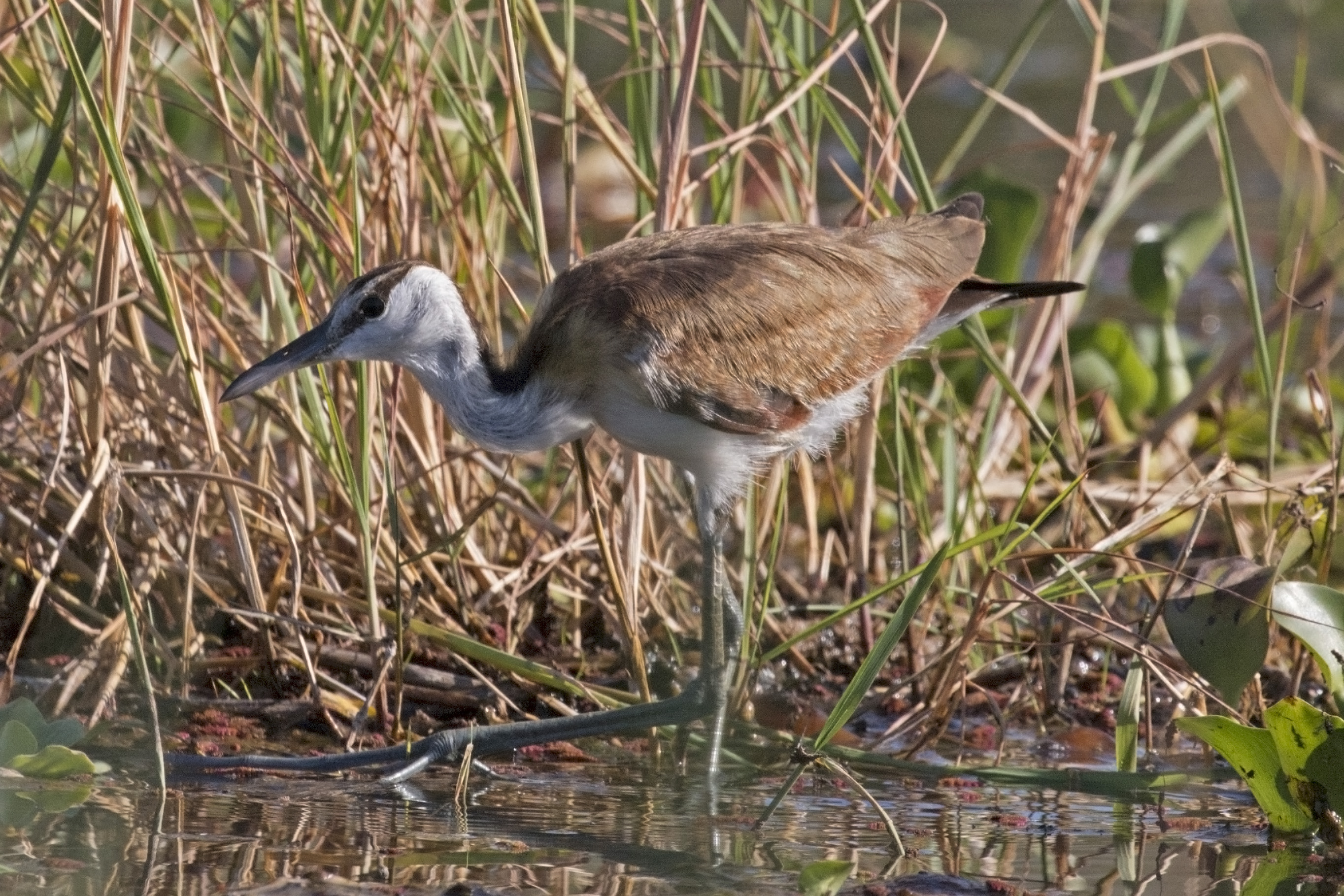
молодий птах, Кенія

| Птах | Це незавершена стаття з орнітології. Ви можете допомогти проєкту, виправивши або дописавши її. |